# Irnijärvi och Ala-Irni
Irnijärvi och Ala-Irni är en sjö i Finland. Den ligger i kommunen Kuusamo i landskapet Norra Österbotten, i den nordöstra delen av landet, 600 km norr om huvudstaden Helsingfors. Irnijärvi och Ala-Irni ligger 236,5 meter över havet. Den är 24 meter djup. Arean är 32,4 kvadratkilometer och strandlinjen är 100,47 kilometer lång. Sjön  ingår i Ijo älvs huvudavrinningsområde. 